# Narcondamnäshornsfågel
Narcondamnäshornsfågel (Rhyticeros narcondami) är en starkt utrotningshotad fågel i familjen näshornsfåglar.

## Utseende och läten
Narcondamnäshornsfågel är en relativt liten (45-50 cm) och mörk näshornsfågel med ljusblå strupsäck och helvit stjärt. Hanen är roströd på huvud, hals och övre delen av bröstet, medan resten av undersidan är svartaktig. Näbbroten är rödaktig. Honan är svart från huvud till bröstets övre del. Lätet är ett kacklande "ka-ka-ka-ka-ka".

## Utbredning och status
Fågeln återfinns enbart på ön Narcondam tillhörande Andamanöarna i Bengaliska viken. Den har en mycket liten världspopulation bestående av 350–650 häckande individer. Trots jakt och habitatdegradering verkar dock populationen stabil. Internationella naturvårdsunionen IUCN kategoriserar arten som sårbar.